# Gadfield Elm Chapel

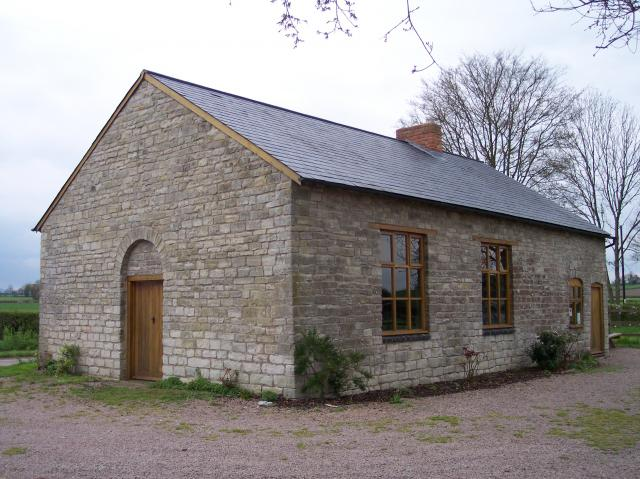
Die Gadfield Elm Chapel

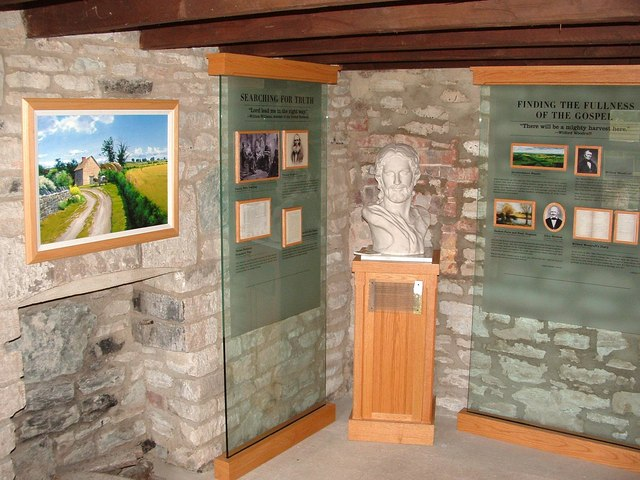
Im Inneren der Gadfield Elm Chapel

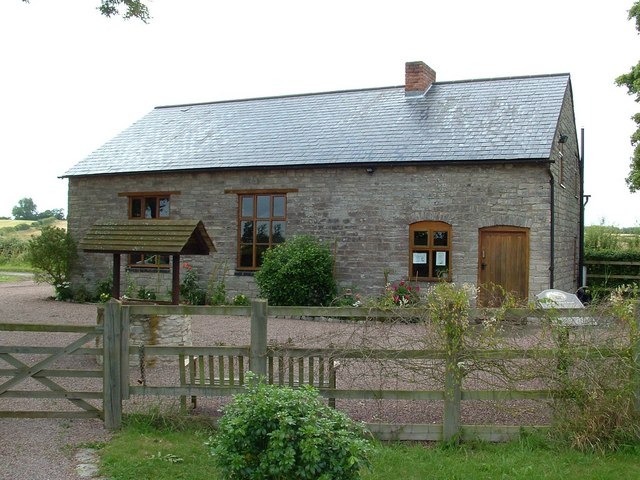
Die Gadfield Elm Chapel vom Picknick-Platz

Die Gadfield Elm Chapel in der Nähe des Dorfes Pendock in Worcestershire in England ist die älteste erhaltene Kapelle der Kirche Jesu Christi der Heiligen der Letzten Tage.
Das Gebäude wurde 1834 von den United Brethren, einer von Thomas Knighton geführten abtrünnigen Gruppe von Methodisten, errichtet. Im Jahre 1840 predigte der damalige Missionar Wilford Woodruff bei der Gemeinde und konvertierte bis auf eine einzige Person alle 600 Mitglieder der United Brethren zum Mormonentum. Nach der Konvertierung wurde das Gebäude von Knighton und John Benbow der Kirche Christi urkundlich übertragen.
Als eine Kapelle des Mormonentums war das Gebäude ein Zentrum der Aktivität der Kirche in der Region. Einige regionale Konferenzen wurden darin abgehalten, und Brigham Young hielt dort mindestens einmal eine Rede. Die Kapelle wurde im Jahre 1842 von der Kirche verkauft, um die Auswanderung von britischen Mormonen nach Amerika zu finanzieren.
Das Gebäude war in privatem Besitz, bis es im Jahre 1994 von der Gadfield-Elm-Stiftung gekauft wurde. Diese bestand aus Mitgliedern der Kirche, die das Gebäude erhalten wollten. Die Stiftung renovierte die Kapelle und stellte sie wieder her. Danach wurde sie am 23. April 2000 vom Apostel Jeffrey R. Holland geweiht.
Im Jahre 2004 wurde die Kapelle der HLT-Kirche geschenkt, und sie wurde am 26. Mai 2004 erneut geweiht, diesmal vom Präsidenten der Kirche Gordon B. Hinckley. Die Kapelle ist eine historische Sehenswürdigkeit der HLT-Kirche und der Eintritt ist frei.